# Jacques Ladègaillerie
Jacques Guy Ladègaillerie (ur. 10 stycznia 1940 w Sartrouville) – francuski szpadzista, srebrny medalista olimpijski.
Na igrzyskach olimpijskich w Meksyku w 1968 zajął siódme miejsce drużynowo i dziewiąte indywidualnie. Na rozgrywanych cztery lata później igrzyskach olimpijskich w Monachium wywalczył indywidualnie srebrny medal w szpadzie. W rundzie finałowej wygrał trzy z pięciu walk, rozdzielając na podium dwóch Węgrów: Csabę Fenyvesiego i Győző Kulcsára. W turnieju drużynowym Francuzi zajęli czwarte miejsce, przegrywając walkę o brązowy medal z reprezentacją ZSRR. Brał też udział w igrzyskach olimpijskich w Montrealu w 1976 roku, zajmując dziewiąte miejsce w szpadzie drużynowej oraz 50. w szpadzie indywidualnej.
Nie zdobył medalu mistrzostw świata.